# Mołoha
Mołoha (ukr. Молога) – wieś na Ukrainie, w obwodzie odeskim, w rejonie białogrodzkim, siedziba hromady. W 2001 liczyła 2046 mieszkańców, spośród których 1873 wskazało jako ojczysty język ukraiński, 128 rosyjski, 28 mołdawski, 9 bułgarski, 5 białoruski, 1 gagauski, a 2 romski.